# Heinz Niedrig
Heinz Niedrig (* 11. Februar 1935 in Berlin) ist ein deutscher Professor für Experimentalphysik mit dem Arbeitsschwerpunkt Elektronenmikroskopie.

## Werdegang
Heinz Niedrig studierte von 1954 bis 1960 an der Technischen Universität Berlin Physik. In seiner Diplomarbeit beschäftigte er sich mit der Kernresonanz.
Danach wirkte er am I. Physikalischen Institut der Technischen Universität Berlin als Wissenschaftlicher Assistent bei Hans Boersch und promovierte dort im Fachgebiet Elektronenbeugung bei tiefen Temperaturen 1965 zum Doktoringenieur. Als Oberassistent forschte er über dynamische Elektronenbeugung und Großwinkelstreuung. 1970 habilitierte er sich damit im Fach Physik und arbeitete fortan als Wissenschaftlicher Rat und Professor weiter. Im Jahr 2000 wurde er emeritiert.
1972 und 1973 war er Vorsitzender der Physikalischen Gesellschaft zu Berlin. Seit 1974 war er Geschäftsführender Direktor des neugegründeten Optischen Instituts der Technischen Universität Berlin. Im September 1989 wurde er zum ersten Vorsitzenden der Deutschen Gesellschaft für Elektronenmikroskopie gewählt. Später wirkte er bis 1994 auch als stellvertretender Vorsitzender.
Seine Arbeitsgebiete umfassen die Elektronenstreuung und Elektronenbeugung bei mittleren Energien (10 bis 100 Kiloelektronenvolt) sowie Gitterführungseffekt, Rastersondenmikroskopie und Sputtern. Mit den über 400 Studierenden und Mitarbeitenden seiner Arbeitsgruppen veröffentlichte er zahlreiche wissenschaftliche Fachartikel.

## Veröffentlichungen (Auswahl)
- Mit Martin Sternberg: Das Ingenieurwissen: Physik, Springer Vieweg, 2014, ISBN 978-3-642-41128-1
- Vor 100 Jahren wurde ein Pionier der Elektronenmikroskopie geboren: Hans Boersch, Mitteilungen der Deutschen Gesellschaft für Elektronenmikroskopie, Nummer 29, Verlag, S. Hirzel, Stuttgart, August 2009
- Als Herausgeber:
  - Bergmann-Schaefer Lehrbuch der Experimentalphysik, Band 3, Optik, 10. Auflage, Verlag de Gruyter, 2004, ISBN 978-3-11-017081-8
  - Optics of waves and particles, de Gruyter, 1999, ISBN 978-3-11-014318-8
- The Early History of Electron Microscopy in Germany, Kapitel 2.6A, in: The Growth of Electron Microscopy, Academic Press, 1996, ISBN 978-0-08057762-3
- Zur Situation der Elektronenmikroskopie in Deutschland, Mitteilungen der Deutschen Gesellschaft für Elektronenmikroskopie, Nummer 5, Verlag, S. Hirzel, Stuttgart, Juni 1992
- Physik, Springer, 1992, ISBN 978-3-540-54470-8
- Kapitel Physik in: Hütte – Die Grundlagen der Ingenieurwissenschaften, Springer, 1989
- Nachruf auf den Pionier der Elektronenmikroskopie: Hans Boersch 1909–1986, Optik 75 (1987), Seiten 172 bis 174
- Abhängigkeiten des elektrischen Feldgradienten in Halbmetallen und Halbleitern, Dissertation, Erlangen, Nürnberg, 1981
- Über die Temperaturabhängigkeit der dynamischen Elektronenbeugungs-Intensitäten, Fakultät für allgemeine Ingenieurwissenschaften, Technische Universität Berlin, 1965, 16. Oktober 1965